# Anne Berkemeier
Anne Berkemeier (* 15. Oktober 1965 in Münster) ist eine deutsche Germanistin.

## Leben
Nach dem Gymnasial-Lehramtsstudium (1985–1989) an der WWU Münster und der Universität Dortmund (Fächer Deutsch und Musik), der Promotion 1996 und der Habilitation 2006 war sie ab 2006 W3-Professorin für deutsche Sprache und Literatur und ihre Didaktik mit dem Schwerpunkt Sprachwissenschaft/Sprachdidaktik an der PH Heidelberg. Seit 2018 ist sie W3-Professorin für Sprachdidaktik an der WWU Münster.
Ihre Arbeitsschwerpunkte sind Erwerb und Vermittlung des Deutschen als Zweitschrift bzw. zweite Orthographie, Förderung mündliche Kommunikationskompetenzen: Präsentieren und Moderieren, Vermittlung von Schreibkompetenz (Textproduktionskompetenz) in der Erst- und Zweitsprache Deutsch, Grammatikdidaktik in der Erst- und Zweitsprache Deutsch (inkl. Seiteneinstieg), Visualisieren und Formulieren bei der Darstellung von Sachzusammenhängen und im Grammatikunterricht, Inklusion und mediales Lernen im Kontext von Präsentation, Moderation und Textproduktion.

## Werke
- Schrift- und Orthographievermittlung in vielfältigen Lerngruppen, Baltmannsweiler: Schneider Verlag Hohengehren GmbH 2019, ISBN 978-3-8340-1977-6
- Präsentieren lehren, Baltmannsweiler: Schneider Verlag Hohengehren GmbH 2009, ISBN 978-3-8340-0498-7
- Präsentieren und Moderieren im Deutschunterricht, Baltmannsweiler: Schneider Verlag Hohengehren GmbH 2006, ISBN 978-3-8340-0145-0
- Kognitive Prozesse beim Zweitschrifterwerb, Frankfurt am Main : Lang, 1997, ISBN 978-3-631-31714-3